# Mortal Kombat Kard Game
O Mortal Kombat Kard Game é um jogo de cartas colecionáveis lançado pela BradyGames em 1995. É baseado na série de video-game Mortal Kombat.